# Płyta konstrukcyjna
Płyta konstrukcyjna – płaski, dwuwymiarowy element konstrukcyjny charakteryzujący się tym, że jeden z jego wymiarów (grubość) jest znacznie mniejszy od dwóch pozostałych.
W płycie wyróżnia się tzw. płaszczyznę środkową, która dzieli jej grubość na dwie połowy. Konturem płyty nazywa się linię ograniczającą jej obszar użytkowy na płaszczyźnie środkowej. Z obliczeniowego punktu widzenia wyróżnia się najczęściej płyty prostokątne, okrągłe i pierścieniowe. Analityczne obliczanie płyt o dowolnym konturze jest trudne i wymaga zastosowania np. metody elementów skończonych.
Konstrukcyjnym zadaniem płyty jest przenoszenie obciążeń działających prostopadle do jej płaszczyzny środkowej, na układ podporowy. Układ taki może być złożony z podpór punktowych (np. oparcie na słupach), krawędziowych (np. przy oparciu na belkach stropowych lub ścianach) i powierzchniowych (w przypadku płyt fundamentowych na podłożu sprężystym). Płyty są często stosowanymi elementami konstrukcyjnymi w budownictwie mieszkaniowym i przemysłowym. Są one wykonywane jako masywne stropy żelbetowe (głównie w budownictwie przemysłowym) albo jako lekkie stropy najczęściej gęstożebrowe (w budownictwie komunalnym).
Obliczeniowo najprostszym jest przypadek płyty prostokątnej podpartej liniowo wzdłuż dłuższych krawędzi. Z płyty takiej można wyciąć "belkę" za pomocą dwu przecięć prostopadłych do jej krawędzi i odległych od siebie o jednostkę długości. Podczas zginania sąsiadujące ze sobą "belki" działają na siebie w taki sposób, że ich przekroje pozostają prostokątne. Dzieje się tak dlatego, że pojawiają się dodatkowe naprężenia {\displaystyle \sigma _{y}.} Mamy bowiem
{\displaystyle \epsilon _{x}={\frac {\sigma _{x}}{E}}-\mu {\frac {\sigma _{y}}{E}}\qquad {}} oraz {\displaystyle {}\qquad \epsilon _{y}={\frac {\sigma _{y}}{E}}-\mu {\frac {\sigma _{x}}{E}}=0,}
skąd
{\displaystyle \sigma _{x}={\frac {E}{1-\mu ^{2}}}\epsilon _{x}={\frac {E}{1-\mu ^{2}}}{\frac {z}{\rho }},}

gdzie {\displaystyle \rho } jest promieniem krzywizny osi "belki".
Moment zginający płytę, liczony na jednostkę jej szerokości, wynosi
{\displaystyle M=\int _{-{\frac {h}{2}}}^{\frac {h}{2}}\sigma _{x}zdz={\frac {E}{(1-\mu ^{2})\rho }}\int _{-{\frac {h}{2}}}^{\frac {h}{2}}z^{2}dz={\frac {Eh^{3}}{12(1-\mu ^{2})\rho }}={\frac {D}{\rho }},}
przy czym wielkość {\displaystyle D={\frac {Eh^{3}}{12(1-\mu ^{2})}}} nazywana jest cylindryczną sztywnością giętną płyty.
Dla małych ugięć osi "belki" jest {\displaystyle {\frac {1}{\rho }}\simeq w^{''}(x)} i otrzymujemy jej równanie o postaci
{\displaystyle D{\frac {d^{2}w}{dx^{2}}}=M(x).}